# لیزا هریسون
لیزا هریسون (انگلیسی: Lisa Harrison؛ زادهٔ ۲ ژانویهٔ ۱۹۷۱) بازیکن بسکتبال اهل ایالات متحده آمریکا است.